# Теему Пуки
Теему Пуки (на фински Teemu Pukki ) е финландски футболист, нападател. Започва професионалната си кариера през сезон 2006-2007 г. във финландския КооТееПее (29 мача, 3 гола). През 2008 г. играе в испанския Севиля Атлетико (8 мача, 3 гола). От лятото на 2008 г. е играч на испанския Севиля. През 2010 г. преминава във финландския ХЯК Хелзинки. От 2 години насам е в английския клуб Норич Сити, който домакинства на Carrow Road. 